# عسغران (بربرود الشرقي)
عسغران (بالفارسية: عسگران) هي قرية تقع في إيران في قسم بربرود الشرقي الریفي. يقدر عدد سكانها بـ 29 نسمة بحسب إحصاء 2016.